# Sistem audio tip desktop
Sistemele audio de tip desktop sunt difuzoare externe la un computer, care dezactivează fidelitatea slabă oferită de difuzoarele încorporate. Acestea au adesea un amplificator intern de mică putere. Conexiunea audio standard este o mufă jack stereo de 3,5 mm deobicei de culoare verde-lime (conform standardelor PC 99), pentru placa de sunet a PC-ului. O mufă și o priză pentru un cablu cu două fire coaxial este deobicei prevăzută pentru conectarea componentelor audio/video analog. Serii de prize RCA se găsesc pe partea din spate a amplificatoarelor și a numeroase produse A/V. Mufa are o grosime de 1/8” și o lungime de 5/6”. Câteva folosesc un conector RCA pentru intrare. Există, de asemenea, difuzoare USB care sunt alimentate cu tensiune de 5 volți la un curent de 500 miliamperi furnizați de portul USB, permițând o putere de ieșire de 2,5 wați. 
Sistemele audio de tip desktop se găsesc într-o gamă foarte variată în ceea ce privește calitatea și prețul. Sistemele audio desktop tipice, care se vând împreună cu un computer sunt mici, de plastic și au o calitate a sunetului mediocră. Unele sisteme audio tip desktop au opțiuni de egalizare cum ar fi bass-ul și controlul frecvențelor înalte.
Amplificatoarele interne necesită o sursă de putere externă, deobicei un adaptor AC . Sistemele audio mai sofisticate pot avea o unitate subwoofer, pentru a amplifica bass-ul. Aceste unități includ de obicei amplificatoarele de semnal audio atât pentru difuzorul de bass, cât și pentru difuzoarele mai mici de tip satelit folosite la redarea frecventelor medii si inalte. 
Unele monitoare de calculator au mai degrabă difuzoare încorporate. Laptop-urile vin cu difuzoare integrate. Datorită spațiului limitat disponibil într-un laptop, difuzoarele încorporate produc un sunet de calitate inferioară.
Pentru unii utilizatori, conectarea unui sistem stereo existent la calculator este mai practică, având deobicei rezultate mai bune decât niște difuzoare mici de computer achiziționate la un preț redus. Sistemele audio de tip desktop pot servi de asemenea și ca amplificator pentru un MP3 player.